# Marianne Roth
Marianne Roth (* 5. Januar 1961 in Linz) ist eine österreichische Rechtswissenschaftlerin.

## Beruflicher Werdegang
Marianne Roth studierte Rechtswissenschaften an der Johannes Kepler Universität Linz, wo sie 1983 zur Doktorin der Rechte promovierte und 1991 habilitiert wurde. Ihre mit dem ersten Preis der Quelle-Wissenschaftsförderung prämierte Habilitationsschrift „Individualleistung und Geldersatz“ ist im Springer Verlag erschienen. In den Folgejahren vertiefte Marianne Roth ihre juristischen Studien unter anderem im Rahmen eines LL.M.-Studiums an der Harvard Law School, MA. Ihre Masterthesis „False Testimony at International Arbitration Hearings“ (1993) wurde sowohl mit dem Albert S. Pergam Preis der New York State Bar Association als auch mit dem Theodor Körner Wissenschaftspreis ausgezeichnet.
Nach Professuren an der Humboldt-Universität zu Berlin (1994–1996) sowie an der Christian-Albrechts-Universität zu Kiel (1996–1998) folgte Marianne Roth im Jahr 1998 einem Ruf an die Paris Lodron Universität Salzburg, wo sie seither als Professorin für österreichisches und internationales zivilgerichtliches Verfahrensrecht unter Berücksichtigung des vergleichenden Privatrechts wirkt. Über ihre Lehr- und Forschungstätigkeit hinaus engagiert sie sich in der universitären Selbstverwaltung, unter anderem als Vizedekanin der rechts- und wirtschaftswissenschaftlichen Fakultät (2004–2009), als Vorsitzende des akademischen Senats (2009–2013) sowie seit 2025 als stellvertretende Vorsitzende des Betriebsrats für das wissenschaftliche Personal. Ihr vielfältiges internationales Wirken umfasst weltweite Gastprofessuren und Vortragstätigkeiten sowie Mitgliedschaften in zahlreichen Expertengremien (u. a. Commission on European Family Law [CEFL], Family Law in Europe [FL-EUR] und International Academy of Comparative Law [IACL]). Im Jahr 2024 wurde Marianne Roth in die Europäische Akademie der Wissenschaften und Künste aufgenommen.

## Werke (Auswahl)
- Individualleistung und Geldersatz im Rahmen der Interessenklage. Springer, Wien 1993, ISBN 3-211-82457-X (Habilitationsschrift).
- False testimony in international commercial arbitration: a comparative view. Harvard Law School Library, 1993, (Masterthesis).
- The UNCITRAL Model Law on International Commercial Arbitration - Commentary. In: Frank-Bernd Weigand, Antje Baumann (Hrsg.): Practitioner’s Handbook on International Commercial Arbitration. 3. Auflage. Oxford University Press, London 2019, ISBN 978-0-19-878480-7, chapter 14, S. 1403–1571.
- Mitherausgeberin des Yearbook on International Arbitration and ADR,[3] Bd. I (2013) - VIII (2024), NWV, Wien, DIKE, Zürich, ISBN 978-3-03891-763-2.
- Zivilprozessrecht. 4. Auflage. 2023, ISBN 978-3-214-25015-7.
- Exekutions- und Insolvenzrecht. 12. Auflage. 2022, ISBN 978-3-214-14790-7.
- Zivilprozessrecht - Schaubilder und Aktenmuster. 14. Auflage. 2022, ISBN 978-3-214-14787-7.
- Zivilprozessrecht - Sammlung kommentierter Fälle. 6. Auflage. Manz Verlag, Wien 2024, ISBN 978-3-214-25446-9.
- Zivilprozessrecht. 17. Auflage. 2022, ISBN 978-3-7097-0311-3.
- Außerstreitverfahrensrecht. 7. Auflage. Jan Sramek Verlag, Wien 2023, ISBN 978-3-7097-0340-3.